# Liste des sites Ramsar en Zambie
Cet article recense les zones humides de Zambie concernées par la convention de Ramsar.

## Statistiques
La convention de Ramsar est entrée en vigueur en Zambie le 28 décembre 1991.
En janvier 2020, le pays compte 8 sites Ramsar, couvrant une superficie de 40 305 km2.

## Liste
| Site                               | Province                | Notes | Date            | Superficie (km²) | Altitude (m) | Identifiant Ramsar | Identifiant WDPA | Coordonnées                      | Photo |
| ---------------------------------- | ----------------------- | ----- | --------------- | ---------------- | ------------ | ------------------ | ---------------- | -------------------------------- | ----- |
| Kafue Flats (en)                   | Méridionale, Centrale   |       | 28 août 1991    | 6 005,00         | 914 - 1 218  | 530                | 68322            | 15° 40′ 59″ sud, 27° 16′ 01″ est |       |
| Marais de Bangwelo                 | Nord, Luapula, Centrale |       | 28 août 1991    | 11 000,00        | 900 - 1 200  | 531                | 68323            | 11° 25′ 01″ sud, 29° 58′ 59″ est |       |
| Marais de Lukanga (en)             | Centrale                |       | 8 novembre 2005 | 2 600,00         | 1 100        | 1580               | 902795           | 14° 24′ 00″ sud, 27° 37′ 59″ est |       |
| Marais de Busanga                  | Nord-Ouest              |       | 2 février 2007  | 2 000,00         | 914 - 1 218  | 1659               | 903029           | 14° 04′ 59″ sud, 25° 46′ 59″ est |       |
| Plaines d'inondation de la Luangwa | Province de l'Est       |       | 2 février 2007  | 2 500,00         | 500 - 600    | 1660               | 903030           | 12° 40′ 01″ sud, 32° 01′ 59″ est |       |
| Mweru wa Ntipa                     | Nord                    |       | 2 février 2007  | 4 900,00         | 914 - 1 218  | 1661               | 903031           | 8° 52′ 01″ sud, 29° 46′ 59″ est  |       |
| Plaines d'inondation du Zambèze    | Province de l'Ouest     |       | 2 février 2007  | 9 000,00         | 914 - 1 218  | 1662               | 903032           | 15° 15′ sud, 23° 15′ est         |       |
| Tanganyika                         | Nord                    |       | 2 février 2007  | 2 300,00         | 2 500        | 1671               | 903041           | 8° 31′ 01″ sud, 30° 52′ 59″ est  |       |